# Chuyện tình Harvard
Love Story in Harvard (tiếng Hàn: 러브스토리 인 하버드; Romaja: Reobeuseutori In Habeodeu) là bộ phim truyền hình Hàn Quốc phát sóng vào năm 2004 với sự tham gia của Kim Rae-won, Kim Tae-hee và Lee Jung-jin. Phim được phát sóng trên đài SBS từ 22 tháng 11 năm 2004 đến 11 tháng 01 năm 2005 ngày thứ hai và thứ ba lúc 21:55 với 16 tập phim.

## Nội dung
Kim Hyun Woo (Kim Rae-won) và Alex Hong (Lee Jung-jin) là hai sinh viên năm nhất người Hàn Quốc đang theo học tại Trường Luật Harvard. Alex luôn năng nổ trong lớp học và là học trò yêu thích của Giáo sư John H. Keynes (Frank Gorshin). Trong khi đó, Hyun Woo, người ban đầu có một thời gian khó khăn để điều chỉnh khối lượng công việc đã gây ấn tượng xấu với giáo sư và nhiều lần bị ông châm chọc hay ngó lơ. Tuy nhiên, Hyun Woo vẫn kiên trì và cuối cùng đã giành được sự kính trọng của giáo sư Keynes cùng bạn học của mình. Cả hai người đàn ông đều gặp và yêu Lee Soo In (Kim Tae-hee), sinh viên năm thứ 3 tại trường Y Harvard, một cô gái khéo léo và thông minh. Soo In và Hyun Woo ngày càng trở nên gần gủi và bắt đầu hẹn hò. Tuy nhiên, mối quan hệ của họ duy trì không được bao lâu thì Soo In nộp đơn gia nhập OEP, một tổ chức cung cấp dịch vụ chăm sóc y tế cho bệnh nhân ở các nước thuộc Thế giới thứ ba và được chấp nhận...

## Diễn viên

### Chính
- Kim Rae-won vai Kim Hyun-woo - sinh viên năm nhất khoa Luật
- Kim Tae-hee vai Lee Soo-in - sinh viên năm ba khoa Y
- Lee Jung-jin vai Hong Jung-min/Alex Hong
- Kim Min vai Yoo Jin-ah

### Supporting
- Kang Nam-gil vai Oh Young-jae (giáo sư luật)
- Jung Sol-hee vai Han Seul-gi
- Frank Gorshin vai Giáo sư John H. Keynes
- Seo Ji-hee vai Chun Da-woon
- Lee Charm vai Jason Walker
- Ben Wells vai Ricky Don (bạn Jung-min)
- Joo Hyun vai Lee Yong-goo (bố Soo-in)
- Kim Chang-wan as bác sĩ của Soo-in
- Lee Seung-hyung vai luật sư của Jason Walker

## Địa điểm
Mặc dù phim lấy bối cảnh tại Harvard University, phim quay tại Đại học Nam California và UCLA.

## Ratings
| Ngày phát sóng | Tập        | Quốc gia | Seoul |
| -------------- | ---------- | -------- | ----- |
| 2004-11-22     | 1          | 13.2%    | 15.1% |
| 2004-11-23     | 2          | 14.2%    | 15.6% |
| 2004-11-29     | 3          | 17.2%    | 18.8% |
| 2004-11-30     | 4          | 16.4%    | 17.6% |
| 2004-12-06     | 5          | 19.7%    | 22.1% |
| 2004-12-07     | 6          | 17.5%    | 19.7% |
| 2004-12-13     | 7          | 17.6%    | 19.6% |
| 2004-12-14     | 8          | 16.5%    | 18.1% |
| 2004-12-20     | 9          | 17.2%    | 18.6% |
| 2004-12-21     | 10         | 17.7%    | 18.8% |
| 2004-12-27     | 11         | 16.9%    | 19.4% |
| 2004-12-28     | 12         | 13.1%    | 14.5% |
| 2005-01-03     | 13         | 21.1%    | 23.2% |
| 2005-01-04     | 14         | 19.3%    | 20.7% |
| 2005-01-10     | 15         | 18.9%    | 20.4% |
| 2005-01-11     | 16         | 20.0%    | 22.3% |
| Trung bình     | Trung bình | 17.2%    | 19.0% |

Nguồn: TNS Media Korea

## Ca khúc nhạc phim
- So In Love - Kim Jung Woon
- Right Beside You - Park Young Min
- My Life - Yoo Tae Hwan
- Breathing in Love - Yoo Tae Hwan
- By The River
- Rain
- Love Theme 1
- Love Theme 2